# Ketara
Ketara is een bestuurslaag in het regentschap Centraal-Lombok van de provincie West-Nusa Tenggara, Indonesië. Ketara telt 4049 inwoners (volkstelling 2010).